# موريس آيسنبرج
موريس آيسنبرج (بالإنجليزية: Maurice Eisenberg)‏ هو معلم موسيقى أمريكي، ولد في 24 فبراير 1900 في كالينينغراد في روسيا، وتوفي في 13 ديسمبر 1972 في نيويورك في الولايات المتحدة.

## وصلات خارجية
- موريس آيسنبرج على موقع ميوزك برينز (الإنجليزية)
- موريس آيسنبرج على موقع ديسكوغز (الإنجليزية)